# Caso Griswold v. Connecticut
Griswold v. Connecticut foi um caso histórico nos Estados Unidos em que a Suprema Corte decidiu que a Constituição americana, através da Declaração de Direitos, protege um direito fundamental à privacidade. O caso envolveu uma "Lei de Comstock" de Connecticut que proibia as pessoas de usarem "qualquer medicamento, artigo medicinal ou instrumento com a finalidade de prevenir a concepção". Por 7-2, a Suprema Corte invalidou a lei por violar o "direito à privacidade conjugal", estabelecendo as bases para o direito à privacidade, no tocante aos métodos e decisões que cada casal pretender tomar quanto à prevenção da gravidez. Trata-se de um dos casos mais marcantes da Suprema Corte americana, sendo o terceiro mais citado nos artigos acadêmicos dos EUA.